# Тисовник
Тисовник (словац. Tisovník) — річка в Словаччині, права притока Іпеля, протікає в округах Детва і Вельки Кртіш.
Довжина — 41 км; площа водозбору 441 км².
Бере початок в масиві Явор'є — на висоті 860 метрів на схилі однойменної гори. Приймає води Старої рієки; Мадачки; Какатки і Люборечі. Протікає селом Словенске Клячани.
Впадає у Іпель біля села Муля на висоті 159 метрів.